# Nukekubi
 (avril 2012).
Si vous disposez d'ouvrages ou d'articles de référence ou si vous connaissez des sites web de qualité traitant du thème abordé ici, merci de compléter l'article en donnant les références utiles à sa vérifiabilité et en les liant à la section « Notes et références ».

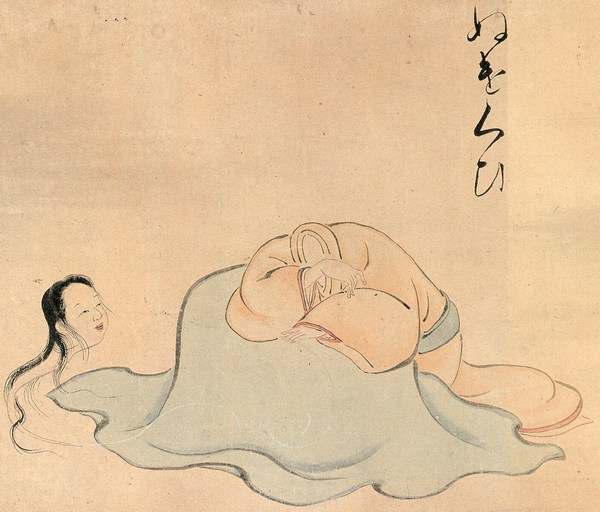
Dessin de Nukekubi datant de la période Edo

Le nukekubi (抜首, littéralement « cou qui se détache ») est un monstre du folklore japonais proche du vampire occidental, dont la tête se détache.
La rokurokubi (ろくろ首) ou rokurokkubi (ろくろっ首) en est une variante, dont le cou s'allonge.

## Description
Le jour, le nukekubi apparaît comme un humain normal, mais, la nuit venue, sa tête se détache de son corps et vole librement, attaquant et mordant les personnes, tout en émettant des cris afin d'effrayer ses victimes. Lorsque sa tête est détachée, le corps du nukekubi est inanimé. Attaquer le corps durant cette phase permet de détruire la créature.
Le jour, elle tente de se fondre dans la société humaine, rejoignant parfois des groupes ou même des familles. Le moyen de repérer un nukekubi est d'observer la présence de symboles rouges tout autour de la base du cou, symboles souvent pris pour des bijoux.

## Culture
Le comic Hellboy, épisode intitulé Heads, évoque un groupe de nukekubi s'attaquant au personnage.
L'ouvrage Kwaidan ou Histoires et études de choses étranges, de Lafcadio Hearn identifie le nukekubi comme un rokurokubi, un monstre dont le cou s'allonge, erreur qui apparaît également aux États-Unis dans le livre-jeu Sword of the Samurai, ainsi que dans le roman de Stephen Dedman (en) : The Art of Arrow-Cutting.
Le Pokémon Feuforêve est inspiré de la Nukekubi (on aperçoit les traces rouges sur son cou et on cite qu'il pousse des cris stridents).
Dans le manga Nura : Le Seigneur des Yokaï, le personnage de Kubinashi est un nukekubi.